# Luceria pamphaea
Luceria pamphaea är en fjärilsart som beskrevs av Fletcher 1961. Luceria pamphaea ingår i släktet Luceria och familjen nattflyn. Inga underarter finns listade i Catalogue of Life.